# Zygodon orthotrichoides
Zygodon orthotrichoides là một loài Rêu trong họ Orthotrichaceae. Loài này được (Müll. Hal.) Broth. miêu tả khoa học đầu tiên năm 1918.